# 張恩 (弘治進士)
張恩（1474年—16世紀），字元錫，號兩山，江西建昌府南城縣人，明朝政治人物。

## 生平
張恩是成化五年狀元張昇的長子，弘治十一年（1498年）中江西鄉試第六十八名舉人，次年（1499年）聯捷己未科會試第七十六名，二甲二十名進士，曾任職兵部署郎中，正德九年（1514年）陞為廣東布政司嶺東道右參政，曾懲治惠州的惡霸「十虎三彪」得人民稱頌，卻又因為剿滅海盜不力被停俸。
之後張恩在正德十二年（1517年）陞為福建右布政使，十六年（1521年）官至浙江左布政使。

## 家族
曾祖张德厚，贈禮部右侍郎；祖张文质，贈禮部右侍郎；父張昇，禮部右侍郎。前母胡氏，贈淑人；母上官氏，封淑女。具庆下。弟愈（监生）、憙、悊。

## 引用
1. 1 2  同治《南城縣志·卷八之二》：張恩，字元錫，號兩山，由進士官至浙江左布政使。公以兵部郎課最擢廣東參政分守嶺東，時惠州有巨惡，民苦之，號十虎三彪，公按治悉處以法，民露香遮道謝曰：「天生我公，活吾民也。」 大學士費宏撰墓志
2. ↑  同治《南城縣志·卷七之二》：宏治十一年戊午科（舉人）……張恩 昇長子，聯捷進士
3. ↑  《明武宗毅皇帝實錄·卷一百八》：（正德九年正月辛卯）陞陝西按察司副使張禴、戶部署郎中劉安、兵部署郎中張恩、彭縉俱為布政司右參政，禴山東、安陝西、恩廣東、縉雲南。
4. ↑  《明武宗毅皇帝實錄·卷一百四十三》：（正德十一年十一月癸未）初廣東海洋賊數百人屢入廣海衛城刼掠，無敢捕之者，間捕得送官，指揮趙瑩、朱椿輒縱之，至是廵按者寘瑩等於法，且劾守廵參政張恩、副使汪鋐、兵備僉事程文隱匿賊情，及都指揮歐儒、布政使方良節、按察使汪獲麟不能舉察，俱當究治，詔宥之，仍停俸有差，獲麟以遷任免。
5. ↑  《明武宗毅皇帝實錄·卷一百五十二》：（正德十二年八月）己巳，陞浙江按察司按察使何天衢為浙江布政司右布政使，廣東右參政張恩為福建右布政使。
6. ↑  《明世宗肅皇帝實錄·卷二》：（正德十六年五月）庚辰，以四川右布政使張恩為浙江左布政使，台州府知府顧璘為浙江左參政。
7. ↑  龚延明主编. . 宁波: 宁波出版社. 2016. ISBN 978-7-5526-2320-8. 《天一閣藏明代科舉錄選刊.登科錄》之《弘治十二年己未科進士登科錄》